# 弗爾策內什蒂鄉
45°49′N 27°59′E / 45.817°N 27.983°E
弗爾策內什蒂鄉（羅馬尼亞語：Comuna Fârțănești, Galați），是羅馬尼亞的鄉份，位於該國東部，由加拉茨縣負責管轄，面積82平方公里，海拔高度24米，2007年人口5,276，人口密度每平方公里65人。